# Prodloužený víkend (film)
Prodloužený víkend (v anglickém originále Labor Day) je americký dramatický film z roku 2013. Režisérem filmu je Jason Reitman. Hlavní role ve filmu ztvárnili Kate Winslet, Josh Brolin, Gattlin Griffith, Tobey Maguire a Clark Gregg.

## Ocenění
Kate Winslet byla za svou roli v tomto filmu nominována na Zlatý glóbus.

## Obsazení
| Kate Winslet     | Adele Wheeler         |
| Josh Brolin      | Frank Chambers        |
| Gattlin Griffith | Henry Wheeler         |
| Tobey Maguire    | starší Henry/vypravěč |
| Clark Gregg      | Gerald                |
| Tom Lipinski     | mladší Frank          |
| Dylan Minnette   | 16letý Henry          |
| Brooke Smith     | Evelyn                |
| J. K. Simmons    | pan Jervis            |